# ایمپالس
شخصیت "بارتولومیو آلن" یا همان ایمپالس به اینجا تغییر مسیر می دهد. برای شخصیت دیگر دنیای دی سی کامیکس با همین نام، به فِلَش (بری آلن) مراجعه کنید.
بارتولومیو هِنری "بارت" آلن دوم ابرقهرمانی است که در کتاب های کمیک آمریکایی منتشر شده توسط دی سی کامیکس ظاهر می شود.  او که یک سرعت‌باز بود، ابتدا با نام مستعار ایمپالس ظاهر شد و بعدها تبدیل به دومین بچه فلش و چهارمین فلش شد.  بارت که توسط مارک وید و مایک ویرینگو خلق شد، اولین بار در سال ۱۹۹۴ قبل از شروع کامل خود در شماره ۹۲، در "The Flash" (جلد ۲) شماره ۹۱ یک نقش کوتاه را ساخت.  او از آن زمان به عنوان شخصیت اصلی در ایمپالس (۱۹۹۵-۲۰۰۲) و فلش: سریعترین مرد زنده (۲۰۰۶-۲۰۰۷) معرفی شده است.  بارت همچنین در سریال"عدالت جوان" و "تایتان های نوجوان"  به عنوان عضوی از هر دو تیم ابرقهرمانی ظاهر می شود.  علاوه بر تیتان‌های نوجوان و جوان عدالت، بارت در ۱۰ شماره از لیگ عدالت آمریکا شخصیت فلش نقش اصلی را داشت. همان‌طور که اولین بار توسط نویسندگان در ذهن خلاق به تصویر کشیده شد ، بارت در قرن ۳۰ میلادی زمانی که صدها سال بعد را به نمایش می گذارد، در خانواده ملونی تاون و دان آلن به دنیا آمد و بخشی از شجره نامه پیچیده ای از ابرقهرمان و ابرشرور شده است.  پدرش، دان، یکی از دوقلوهای تورنادو است و پدربزرگ پدری او بری آلن، دومین ایمپالس است.  مادربزرگ پدری او، آیریس وست، همچنین خاله فرزندخوانده سومین فلش، والی وست است (اولین پسر عموی بارت که زمانی حذف شد.  علاوه بر این، بارت پسر عموی اول XS، یک لژیونر و دختر داون آلن است.  از طرف مادرش، او از نوادگان ابرشرورهای پروفسور زوم و کبالت و همچنین برادر ناتنی اوون مرسر، کاپیتان بومرنگ دوم است.  علاوه بر این بستگان، او یک کلون ابرشرور به نام اینرسی داشت.
{{جعبه اطلاعات شخصیت کمیک
|نام شخصیت= ایمپالس
|تصویر=
|توضیحات= ابرقهرمان دنیای دی سی کامیکس با سرعت حرکتی مانند فلش
|ناشر= دی‌سی کامیکس
|اولین حضور= [[لژیون ابرقهرمانان جلد ۴ شمارهٔ ۱۲ (اکتبر ۱۹۹۰)
|ساخته شده توسط= مارک وید و مایک ویرینگو
|نام کامل= بارت آلن
|گونه=انسان
|جهان زادگاه= زمین
|وابستگی به تیم= عدالت جویان جوان
|هم‌دستان= جنی اوگناتز ایکس اس، ، فلش
|مکمل شخصیت= فلش
|نام مستعار= ایمپالس
|توانایی‌ها= سرعت نور(حرکت بسیار سریع)
}}